# Galaxy on Fire
Galaxy on Fire é um jogo eletrônico alemão de tiro shoot 'em up criado, desenvolvido e publicado pela Fishlabs para celulares. Posteriormente foi portabilizado para o iPhone OS. No dia 28 de setembro de 2009 foi anunciado pela Zeebo Inc. e pela Fishlabs através de sua página no Twitter, o lançamento do jogo para o console Zeebo, tendo o jogo sido lançado em 8 de outubro de 2009.
O jogo teve uma continuação com o nome de Galaxy on Fire 2.

## Jogabilidade
O jogo tem como características combates intergalácticos entre espaçonaves, que combinam elementos de ficção científica. A espaçonave do personagem principal, Keith, é controlada pelo uso do teclado do celular ou, no caso do iPhone, por um botão direcional localizado no canto inferior esquerdo da tela, ou ainda pelo uso do acelerômetro do aparelho. O jogo começa com missões simples, que funcionam para o jogador acostumar-se aos comandos do jogo. Posteriormente o jogo torna-se mais complexo, com missões  como ataques, escolta de espaçonaves e entregas. A Fishlabs afirma que Galaxy on Fire possui mais de 20 horas de jogo.
A espaçonave é visualisada em terceira pessoa, e quando atingida por disparos um flash vermelho indica a direção de onde veio o ataque. O jogo também possui um sistema de comércio, permitindo a compra de espaçonaves e equipamentos e venda de materiais saqueados em missões.

## História

### Enredo
Durante o quarto milênio a humanidade foi capaz de colonizar sistemas solares por toda a galáxia, travando uma guerra sem-fim contra o Império Vossk. Durante esse período novas raças alienígenas foram descobertas, algumas aliando-se aos Vossk, outras aliando-se a Esquadra Espacial Terran.
O protagonista é Keith T. Maxwell, um mercenário que viaja pela galáxia ganhando dinheiro executando missões que lhe são oferecidas. Ele trabalha para qualquer um, desde os criminosos mais procurados do espaço, assim como a Aliança Terran e até mesmo o Império Vossk.

## Personagens
O universo do jogo é dotado de várias espécies e raças. Dentre as conhecidas estão:
- Terran: Humanos. Estão em guerra contra os Vossks;
- Vossks: Humanóides de pele azul que utilizam respiradores artificiais. Estão em guerra contra os Terran;
- Occular: Seres de características anfíbias, com pele verde e um único e grande olho na face. Estão em situação neutra nas batalhas;
- Multipod: Seres com características de moluscos, com vários olhos e tentáculos na face. Estão em situação neutra nas batalhas;
- Leonid: Seres com características de felinos, assemelham-se a leões. Estão em situação neutra nas batalhas;
- Grey: Extraterrestres. Estão em situação neutra nas batalhas;
- Nivelian: Seres que se assemelham a orcs. São aliados dos Terran;
- Ceti: Raça que está em conflito contra os Terran;
- Foras-da-lei: São piratas espaciais de várias espécies diferentes, que fazem saques de naves espaciais.

### Protagonistas

#### Keith T. Maxwell
- Raça: Terran
- Idade: 32 anos

O jogador comanda o mercenário Keith T. Maxwell, ex-piloto de elite da esquadra Terran. Lutava sob o comando do Almirante G. Smith durante as guerras contra o Império Vossk, mas depois de cumprir seu dever decidiu tornar-se mercenário.

#### Tenente Christine Hammond
- Raça: Terran
- Idade: 26 anos

Christine é uma oficial da Esquadra Espacial e agente secreto da Estação Espacial Eden Prime. Por ser uma piloto de elite é designada para missões difíceis e secretas.

#### Almirante G. Smith
- Raça: Terran
- Idade: 61 anos

O Almirante Smith é um dos mais condecorados da Esquadra Espacial Terran. Ele conhece Maxwell desde as batalhas das Guerras Vossk.

#### Comandante Vlad Borsikov
- Raça: Terran
- Idade: 38 anos

Vlad Borsikov é um oficial de alta patente da Esquadra Espacial, com uma reputação duvidosa. Maxwell o conhece dos primórdios das Guerras Vossk e não o suporta.

#### Corsair Lockwood
- Raça: Terran
- Idade: 35 anos

Corsair Lockwood desertou da Esquadra Espacial Terran há muito tempo, porém ainda é "caçado" por ela. Tornou-se um mercenário contratado por Vlad Borsikov, e não tem um dos olhos pois o perdeu em uma missão passada. Ele não é uma pessoa confiável e faz qualquer coisa por dinheiro.

### Personagens coadjuvantes

#### John "Doc" Washington
- Raça: Terran
- Idade: 38 anos

Doc é um contrabandista, e assim como Keith é um veterano da Guerras Vossk. Assim que deixou o serviço militar decidiu ficar rico por meios ilícitos.

#### Nartok Brek
- Raça: Vossk
- Idade: 78 Ciclos Riessk

Nartok Brek é um importante comandante Vossk, que alcançou suas patentes através de traições e assassínios de seus rivais. É orgulhoso de suas conquistas e temeroso de seus "aliados"; é constante alvo de traidores. Quando ameaçado por estes, refugia-se e busca ajuda externa para enfrentá-los.

#### Bolar Nobloon
- Raça: Occular
- Idade: 134 Zentarsuks

Bolar Nobloon é um vendedor que viaja pela gláxia vendendo utensílios domésticos devido a sua profissão. Depois de tantas viagens ficou neurótico e amedronta-se com qualquer coisa. Ao menor sinal de perigo ele surta e endoidece.

#### Mkkt Bkkt
- Raça: Multipod
- Idade: 335 Vrrb Vrrb

Mkkt viaja por toda a galáxia todo o tempo, traficando drogas. Há boatos nojentos de que ele vende a secreção gosmenta dos tentáculos de sua cabeça como uma droga afrodisíaca.

#### Tenente Brent Snocom
- Raça: Terran
- Idade: 40 anos

Brent é um oficial de segurança terran exemplar que executa suas missões com profissionalismo e impessoalidade. No momento está incumbido da missão de captura do desertor Corsair Lockwood.

#### Sarkis Mahn
- Raça: Leonid
- Idade: 34 anos

Sarkis Mahn (também chamado de Roktis Vrohn) é um guerreiro membro dos Leonids, uma raça felina. Lutou em muitas batalhas e permaneceu vitorioso. Sua atitude sensata lhe deu a reputação de hábil guerreiro, e agora ganha algum dinheiro extra lutando em arenas planetárias como gladiador.

#### Feknor
- Raça: Grey
- Idade: 800 anos

Feknor é um médico membro da espécie alienígena chamada "Grey", espécie essa que por séculos viaja pelos planetas, inclusive a Terra. Ele é também um traficante de órgãos e aproveita-se de outras espécies para garantir sua riqueza e bem-estar.

#### Noid Trillyx
- Raça: Bobolan
- Idade: 89 anos

Noid Trillyx (também chamado de Void Ryllyx) é um cafetão com prostitutas em vários planetas. Sempre vangloria-se de suas aventuras obscenas e encontra-se sempre embriagado e babando muito. Seus olhos estão posicionados nas pontas de duas antenas carnudas que balançam de um modo estranho quando os bobolan estão intoxicados.

#### Xanthunator
- Raça: Ciborgue fora-da-lei
- Idade: Desconhecida

Xanthunator pertence a um grupo denominado "Foras-da-lei", que ocupa uma grande área no espaço e ataca espaçonaves e cruzadores que nela trafegam. O grupo "Foras-da-lei" é consistido de várias espécies e não tem um planeta natal. Matam sem misericórdia e na maioria das vezes não fazem prisioneiros.

#### Botom Krant
- Raça: Nivelian
- Idade: 56 anos

Botom Krant é o comandante de uma estação espacial nivelian. Os nivelians formaram uma aliança com os terrans por razões comerciais e para proteger as fronteiras de seu sistema. Krant sempre foi um parceiro leal dos terrans e qualquer um associado a eles.

## Lugares
O jogo é ambientado em uma galáxia fictícia que é dividida em quatro quadrantes. Cada quadrante possui um certo número de sistemas planetários inabitados e estações espaciais, num total de aproximadamente 500 localidades.
Os quatro quadrantes são:
- Terdan: habitado principalmente por Terrans;
- Baltone: habitado principalmente por foras-da-lei galácticos;
- Vilessk: habitado principalmente por Vossks;
- Solecci: habitado por uma grande quantidade de todas as raças e espécies.

## Desenvolvimento
Galaxy on Fire foi desenvolvido e publicado pela Fishlabs. É um jogo para celular que posteriormente foi portabilizado para o iPhone e para o console Zeebo.
A versão 1.1.1 foi lançada em maio de 2009 para o iPhone. A atualização aperfeiçoou os controles de toque e a calibragem, permite o ajuste do nível da dificuldade, reduziu o tempo de carregamento e resolveu alguns problemas gráficos. Além disso a probabilidade de efetuar saques foi aumentada.
O jogo também ganhou uma versão Lite gratuita para o iPhone, ou seja, com menos características que sua versão original. O jogo em sua versão Lite tem somente o modo "Sobrevivência" completo.

## Recepção e crítica
Galaxy on Fire recebeu várias criticas. Do lado positivo foram destacados o fato de ter uma galáxia enorme a ser explorada, um bom sistema de comércio, bons efeitos sonoros e bons gráficos. O jogo foi criticado negativamente por ter falta de estabilidade (travava obrigando o jogador a reiniciar o sistema) e algumas quedas na taxa de quadros (slowdowns), uma mira imprecisa (pois os lasers seriam "lerdos"), por ter músicas e missões que se tornam repetitivas com o passar do tempo e por sua alta dificuldade. Devido a alguns desses detalhes negativos o jogo ganhou uma atualização no iPhone que permite ao jogador selecionar o nível de dificuldade do jogo e a mira foi corrigida.